# Gwangnaru (métro de Séoul)
Gwangnaru est une station sur la ligne 5 du métro de Séoul, dans l'arrondissement de Gwangjin-gu.